# Contea di Kimble
La contea di Kimble in inglese Kimble County è una contea dello Stato del Texas, negli Stati Uniti. La popolazione al censimento del 2010 era di 4 607 abitanti. Il capoluogo di contea è Junction. La contea è stata creata nel 1858 ed organizzata nel 1876. Il suo nome deriva da George C. Kimbell, che morì nella Battaglia di Alamo.

## Geografia fisica
| Anno | Popolazione | ±%       |
| ---- | ----------- | -------- |
| 1870 | 72          |          |
| 1880 | 1,343       | 1,765.3% |
| 1890 | 2,243       | 67.0%    |
| 1900 | 2,503       | 11.6%    |
| 1910 | 3,261       | 30.3%    |
| 1920 | 3,581       | 9.8%     |
| 1930 | 4,119       | 15.0%    |
| 1940 | 5,064       | 22.9%    |
| 1950 | 4,619       | −8.8%    |
| 1960 | 3,943       | −14.6%   |
| 1970 | 3,904       | −1.0%    |
| 1980 | 4,063       | 4.1%     |
| 1990 | 4,122       | 1.5%     |
| 2000 | 4,468       | 8.4%     |
| 2010 | 4,607       | 3.1%     |

Secondo l'Ufficio del censimento degli Stati Uniti d'America la contea ha un'area totale di 1251 miglia quadrate (3240 km²), di cui 1251 miglia quadrate (3240 km²) sono terra, mentre 0,2 miglia quadrate (0,52 km², corrispondenti allo 0,02% del territorio) sono costituiti dall'acqua.

### Strade principali
- Interstate 10
- U.S. Highway 83
- U.S. Highway 290
- U.S. Route 377

### Contee adiacenti
- Menard County (nord)
- Mason County (nord-est)
- Gillespie County (est)
- Kerr County (sud-est)
- Edwards County (sud-ovest)
- Sutton County (ovest)
- Schleicher County (nord-ovest)